# Casa da Música

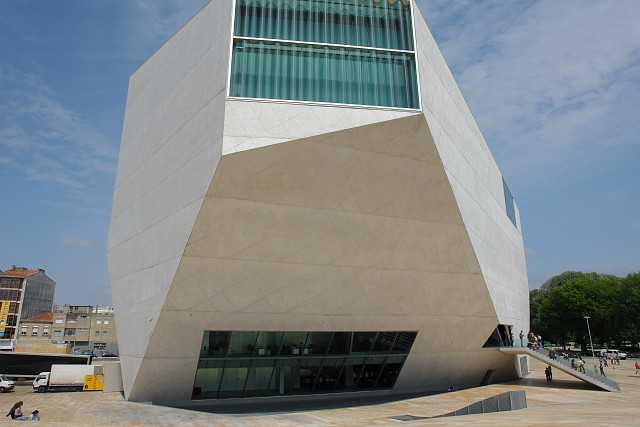
Exterior.

La Casa da Música (Casa de la Música) es una sala de conciertos de Oporto, Portugal, diseñada por el arquitecto holandés Rem Koolhaas, que da cabida a la institución del mismo nombre y sus tres orquestas Orquestra Nacional do Porto, Orquestra Barroca y Remix Ensemble. Su construcción se encuadró en el proyecto Oporto 2001-Capital Europea de la Cultura, habiéndose iniciado en 1999 y terminado a principios de 2005, 6 años después de la fecha prevista. Inmediatamente se convirtió en un icono de la ciudad.

## Construcción

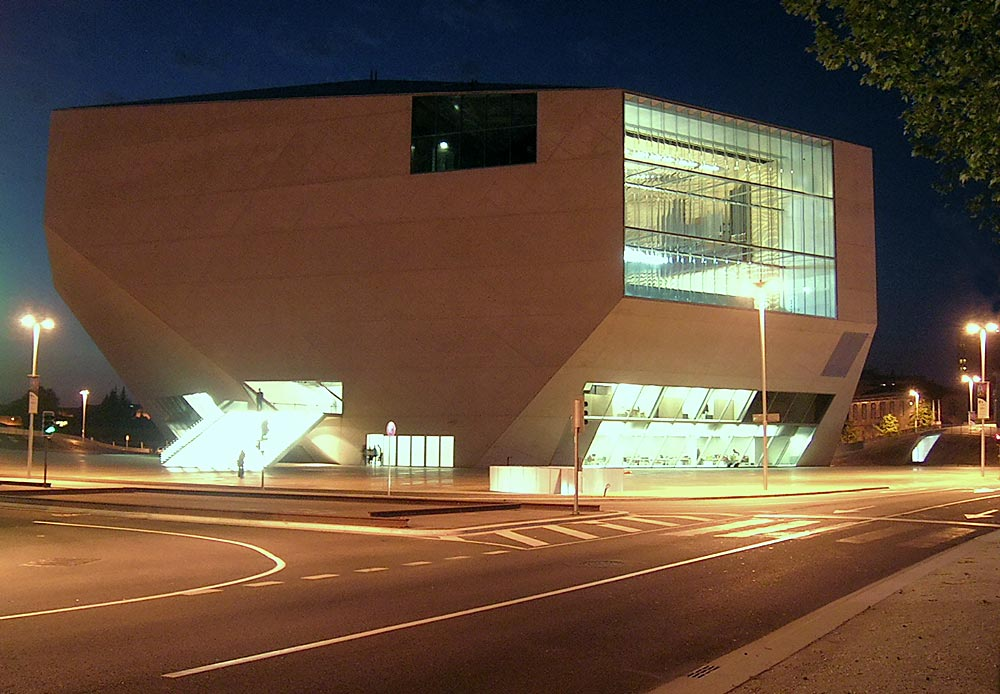
Exterior de la Casa da Música.

La Casa da Música se construyó justo al lado de un centro principal de tráfico de la ciudad, la Rotonda da Boavista. El lugar donde se asienta el edificio era antiguamente un lugar de almacenamiento de tranvías fuera de servicio. Su construcción costó 100 millones de euros. El proceso de edificación originó nuevos retos de ingeniería en lo referente a la construcción de la curiosa forma que tiene. Los constructoras del edificio fueron Ove Arup, de Londres, junto con Afassociados, de Oporto.

## Críticas
El diseño del edificio ha sido muy aclamado mundialmente. Pepe Ouroussoff, crítico de arquitectura del New York Times, lo clasificó como el "proyecto más atractivo que jamás ha construido el arquitecto Rem Koolhaas" y también dijo que era "un edificio cuyo fervor intelectual coincide su belleza sensual". También lo compara con el "exuberante diseño" del Museo Guggenheim de Frank Gehry en Bilbao, España. "Solamente mirando el aspecto original del edificio, es una de las salas de conciertos más importantes construidas en los últimos 100 años", comparándola con el Walt Disney Concert Hall de Los Ángeles, y el auditorio de la Filarmónica de pis.

## Apertura
Aunque el concierto de apertura tuvo lugar el día 14 de abril de 2005 con los artistas Clã y Lou Reed, el edificio se inauguró al día siguiente, el 15 de abril por el presidente portugués, Jorge Sampaio. Estuvieron allí presentes el primer ministro, además de muchos otros políticos notables y gente de la ciudad.

## Capacidad
La Casa da Música tiene dos auditorios principales, aunque muchas otras áreas del edificio se pueden adaptar fácilmente para conciertos y otras actividades (talleres, actividades educativas, etc). El auditorio mayor tiene una capacidad inicial de 1.238 personas, pero puede variar según la ocasión.
El auditorio pequeño es tremendamente flexible, y no tiene un aforo fijo. Por término medio el habitáculo tiene capacidad para 300 personas sentadas y 650 de pie, aunque esto puede cambiar drásticamente dependiendo del tamaño del escenario, su localización, la ordenación de las sillas, la presencia y tamaño de aparatos de sonido y de equipos de grabación, etc.
El restaurante de la parte superior del edificio aún no se ha completado, aunque está diseñado para tener una capacidad de más de 250 personas.